# Josette Arno
Josette Arno (Besançon, Doubs, Francia, 10 de marzo de 1933 - Líbano, 24 de enero de 2013) fue una actriz de cine y teatro francesa, que desarrolló su carrera cinematográfica durante la década de 1950. Realizó su papel más importante en España como protagonista del filme Novio a la vista (1953), de Luis García Berlanga.

## Biografía
Hija de Pierre Calame y Marguerite (de soltera Mamot), Josette Arno nació como Josette Marguerite Calame el 10 de marzo de 1933 en Besançon. 
A la edad de 17 años, un cazatalentos de la productora Les Films Artistiques Français descubrió su rostro angelical para interpretar a Ginette, la hermana de Gabrielle Manin (Marie-France) en la película Les Deux gamines (1950), un drama de Maurice De Canonge, que cuenta la historia de dos hermanas que se enfrentan a numerosas adversidades tras quedar huérfanas. 
En España se pondrá a las órdenes de Luis García Berlanga para el rol protagonista de Loli en la comedia coral Novio a la vista (1953), sobre un libreto de Edgar Neville; este notable trabajo puede considerarse el más relevante de su breve filmografía.
Pese a su talento interpretativo y la calidez humana de su fisonomía, la carrera de Josette Arno concluiría prematuramente en 1957, con tan solo 24 años de edad.

## Filmografía parcial
- Les Deux Gamines (Maurice de Canonge, 1951) - Ginette
- Procès au Vatican (André Haguet, 1951)
- Dortoir des grandes (Henri Decoin, 1953)
- Piédalu député (Jean Loubignac, 1953) - Françoise Piédalu
- Novio a la vista (Luis García Berlanga, 1953) - Loli
- Chiens perdus sans collier (Jean Delannoy, 1955)
- Paris canaille (Pierre Gaspard-Huit, 1955)
- La loi des rues (Ralph Habib, 1956) - Zette
- Pitié pour les vamps (Jean Josipovici, 1956) - Nicole
- Le Désert de Pigalle (Léo Joannon, 1957)

## Teatro
- 1954 : L'Île des chèvres de Ugo Betti; puesta en escena de Pierre Valde, Théâtre des Célestins.
- 1955 : L'homme qui se donnait la comédie de Emlyn Williams; puesta en escena de Daniel Gélin, Théâtre des Célestins.